# Francesco Carrara
Francesco Carrara (Lucca, 18 de septiembre de 1805 - 15 de enero de 1888), fue un jurisconsulto y profesor italiano.
Fue el mayor representante de la escuela clásica del derecho penal italiano y se distinguió por su oposición a la pena de muerte.
Tras licenciarse y doctorarse en Lucca, Carrara fue profesor de Derecho Penal y Comercial en su ciudad natal (hasta 1859) y obtuvo más tarde la Cátedra de Derecho Penal de la Universidad de Pisa.
Su obra principal, en diez volúmenes, fue Programma del corso di diritto criminale que tuvo una notable influencia en el extranjero. Su Programma recogía sus once años de experiencia docente en Lucca, y fue impreso para uso de los estudiantes cuando obtuvo la cátedra en Pisa.
De joven Carrara fue seguidor de Giuseppe Mazzini, pero en los años cuarenta se aproximó a grupos liberales más moderados. Fue de los pocos liberales de su ciudad natal que no se opusieron a la anexión del Ducado de Lucca al de Toscana, ni al posterior proceso de unificación italiano. Fue elegido diputado en el Parlamento italiano en 1863, 1865 y 1867. Carrara consideraba el fin del Ducado como un primer paso hacia la unidad peninsular y además consideraba reprobable que el duque Carlos Luis de Borbón, en 1845, no hubiese concedido el perdón a cinco condenados a muerte, permitiendo que se diera en Lucca el macabro espectáculo de una ejecución por medio de la guillotina. No es casual que para solemnizar la anexión de Lucca, el Gran Duque  de Toscana Leopoldo II aboliera la pena capital en su Estado, siguiendo los consejos de Giovanni Carmignani y de Carrara..
Tuvo influencia en la redacción del primer Código Penal italiano y en el posterior Código Penal de 1889, conocido en Italia como Código Zanardelli.
Fue uno de los principales exponentes de la Escuela Clásica del derecho italiano.
Nombrado senador el 15 de mayo de 1876, murió Carrara en Lucca, donde todavía se encuentran muchos de sus manuscritos y la calle donde se encuentra la casa en que vivió y murió fue nombrada en su honor.